# John Bond
John Frederick Bond (* 17. Dezember 1932 in Dedham; † 25. September 2012 in Manchester) war ein englischer Fußballspieler und -trainer. Als Spieler gewann er 1964 mit West Ham United den FA Cup. Siebzehn Jahre später führte er als Trainer Manchester City in das Finale dieses prestigeträchtigen Wettbewerbs.

## Spielerlaufbahn

### West Ham United (1950–1966)
Nach dem Aufstieg in die Football League First Division in der Saison 1957/58 spielte Bond bis 1965 mit seiner Mannschaft in der höchsten englischen Spielklasse. 1964 gewann er mit seinen Mitspielern Bobby Moore und Geoff Hurst den FA Cup durch einen 3:2-Finalerfolg über Preston North End. Im Jahr darauf sicherte sich West Ham den Titel im Europapokal der Pokalsieger 1964/65 durch ein 2:0 über den deutschen Pokalsieger TSV 1860 München. John Bond kam in dieser Partie jedoch nicht zum Einsatz.

## Trainerlaufbahn

### Norwich City (1973–1980)
Zu Beginn seiner Tätigkeit als Trainer führte er 1971 den AFC Bournemouth in die Football League Third Division. Nach zwei Jahren in der dritten Liga wechselte er am 27. November 1973 zum Erstligisten Norwich City, wo er die Nachfolge von Ron Saunders antrat. Mit seiner neuen Mannschaft stieg er am Saisonende aus der First Division 1973/74 ab. In der Saison 1974/75 gelang Norwich der direkte Wiederaufstieg und zudem der Einzug ins Finale des League Cup. Dieses verlor die Mannschaft jedoch mit 0:1 gegen Aston Villa. Nach fünf Jahren in der ersten Liga wechselte Bond im Oktober 1980 zum Ligarivalen Manchester City.

### Manchester City (1980–1983)
Neben dem zwölften Platz in der Saison 1980/81 erreichte Bond mit City das Finale des FA Cup 1981, verlor dieses jedoch nach einem 1:1 im ersten Spiel mit 2:3 im Wiederholungsspiel gegen die Tottenham Hotspur.  In der Rückrunde der Saison 1982/83 verließ John Bond am 3. Februar 1983 den Verein aus Manchester.
Nach zwei Stationen bei den Drittligisten FC Burnley und Swansea City unterschrieb er am 22. Januar 1986 bei Birmingham City, stieg jedoch am Saisonende der Football League First Division 1985/86 mit dem Aufsteiger in die zweite Liga ab. Nach einer unbefriedigenden Spielzeit in der zweiten Liga endete diese Tätigkeit am 27. Mai 1987.

## Titel und Erfolge
- FA-Cup-Sieger: 1964 (als Spieler mit West Ham United)
- Europapokal der Pokalsieger: 1965 (als Spieler mit West Ham United)
- League-Cup-Finalist: 1975 (als Trainer mit Norwich City)
- FA-Cup-Finalist: 1981 (als Trainer mit Manchester City)